# Melaloncha pilidorsata
Melaloncha pilidorsata är en tvåvingeart som beskrevs av Brown 2006. Melaloncha pilidorsata ingår i släktet Melaloncha och familjen puckelflugor. Inga underarter finns listade i Catalogue of Life.